# Ansauville
Ansauville és un municipi francès situat al departament de Meurthe i Mosel·la i a la regió del Gran Est. L'any 2007 tenia 84 habitants.

## Demografia

### Població
El 2007 la població de fet d'Ansauville era de 84 persones. Hi havia 32 famílies, de les quals 8 eren unipersonals (4 homes vivint sols i 4 dones vivint soles), 12 parelles sense fills i 12 parelles amb fills.
La població ha evolucionat segons el següent gràfic:
Habitants censats

### Habitatges
El 2007 hi havia 40 habitatges, 32 eren l'habitatge principal de la família, 3 eren segones residències i 5 estaven desocupats. 37 eren cases i 2 eren apartaments. Dels 32 habitatges principals, 28 estaven ocupats pels seus propietaris i 4 estaven llogats i ocupats pels llogaters; 1 tenia una cambra, 2 en tenien tres, 3 en tenien quatre i 26 en tenien cinc o més. 23 habitatges disposaven pel capbaix d'una plaça de pàrquing. A 11 habitatges hi havia un automòbil i a 18 n'hi havia dos o més.

### Piràmide de població
La piràmide de població per edats i sexe el 2009 era:
| Homes | Edats   | Dones |
| ----- | ------- | ----- |
| 0     | 95 o +  | 0     |
| 0     | 90 a 94 | 4     |
| 0     | 85 a 89 | 0     |
| 0     | 80 a 84 | 0     |
| 0     | 75 a 79 | 0     |
| 0     | 70 a 74 | 0     |
| 4     | 65 a 69 | 0     |
| 4     | 60 a 64 | 4     |
| 0     | 55 a 59 | 4     |
| 0     | 50 a 54 | 0     |
| 0     | 45 a 49 | 0     |
| 8     | 40 a 44 | 0     |
| 8     | 35 a 39 | 4     |
| 0     | 30 a 34 | 0     |
| 0     | 25 a 29 | 0     |
| 0     | 20 a 24 | 0     |
| 8     | 15 a 19 | 4     |
| 4     | 10 a 14 | 0     |
| 4     | 5 a 9   | 0     |
| 4     | 0 a 4   | 0     |

## Economia
El 2007 la població en edat de treballar era de 52 persones, 35 eren actives i 17 eren inactives. De les 35 persones actives 30 estaven ocupades (18 homes i 12 dones) i 5 estaven aturades (2 homes i 3 dones). De les 17 persones inactives 5 estaven jubilades, 5 estaven estudiant i 7 estaven classificades com a «altres inactius».
Activitats econòmiques
Dels 3 establiments que hi havia el 2007, 1 era d'una empresa de construcció, 1 d'una empresa de comerç i reparació d'automòbils i 1 d'una empresa immobiliària.
L'únic servei als particulars que hi havia el 2009 era una lampisteria.
L'any 2000 a Ansauville hi havia 4 explotacions agrícoles que ocupaven un total de 324 hectàrees.

## Poblacions més properes
El següent diagrama mostra les poblacions més properes.